# Theta Geminorum
Theta Geminorum (θ Gem, θ Geminorum) è un sistema stellare situato nella costellazione dei Gemelli di magnitudine apparente +3,58. Dista dalla Terra 189 anni luce.

## Osservazione
La stella si può osservare da tutte le aree abitate della Terra, ma principalmente dall'emisfero boreale: la sua declinazione, pari a circa 33°N, fa sì che alle latitudini scandinave sia circumpolare, mentre alle latitudini medie europee, mediterranee, statunitensi e dell'Asia centrale resti ben visibile per gran parte delle notti dell'anno, in particolare da ottobre a metà giugno. Essendo di magnitudine 3,6, la si può osservare anche dai piccoli centri urbani senza difficoltà, sebbene un cielo non eccessivamente inquinato sia maggiormente indicato per la sua individuazione. Il periodo migliore per la sua osservazione ricade nei mesi dell'inverno boreale, che corrispondono ai mesi estivi dell'emisfero australe della Terra.

## Caratteristiche fisiche
Theta Geminorum è un sistema nel quale la componente principale è una gigante bianca o subgigante bianca avente una massa 2,6 volte quella del Sole ed un raggio quasi 5 volte superiore. La secondaria, di magnitudine 8,6, si trova a 2,9 secondi d'arco dalla principale, a una distanza reale da A di 138 UA. Questa è probabilmente una nana arancione con una massa di 0,70 M⊙. Altre stelle completano il sistema: C, D e E si trovano a 80, 98 e 21 secondi d'arco dalla principale. E con massa 0,19 volte quella del Sole dista nella realtà 1225 UA da A.